# Bisdom Jaipur
Het bisdom Jaipur (Latijn: Dioecesis Iaipurensis) is een rooms-katholiek bisdom met als zetel Jaipur, in India. Het bisdom is suffragaan aan het aartsbisdom Agra. 

## Geschiedenis
Het bisdom werd opgericht op 20 juli 2005, als afsplitsing van het bisdom Ajmer-Jaipur.

## Parochies
Het bisdom had in 2021 een oppervlakte van 129.000 km2 en telde 27.441.600 inwoners waarvan 0,02% rooms-katholiek was.

## Bisschoppen
- Oswald Joseph Lewis (20 juli 2005 - 22 april 2023)
- Joseph Kallarackal (22 april 2023 - heden)

Agra (aartsbisdom) · Ajmer · Allahabad · Bareilly · Bijnor (Syro-Malabar) · Gorakhpur (Syro-Malabar) · Jaipur · Jhansi · Lucknow · Meerut · Udaipur · Varanasi